# Prai Witu
Prai Witu is een bestuurslaag in het regentschap Oost-Soemba van de provincie Oost-Nusa Tenggara, Indonesië. Prai Witu telt 821 inwoners (volkstelling 2010).